# Korpolaisbacken
Korpolaisbacken (finska: Korppolaismäki) är en stadsdel i storområdena Centrum och Skansen-Uittamo i Åbo. Stadsdelen är belägen söder om Åbo centrum. Bostadsområdet Fyrstranden hör till Korpolaisbacken och Rönnudden. År 2016 var Korpolaisbackens folkmängd 378, varav 292 var finskspråkiga, 66 svenskspråkiga och 20 övriga.

## Bildgalleri

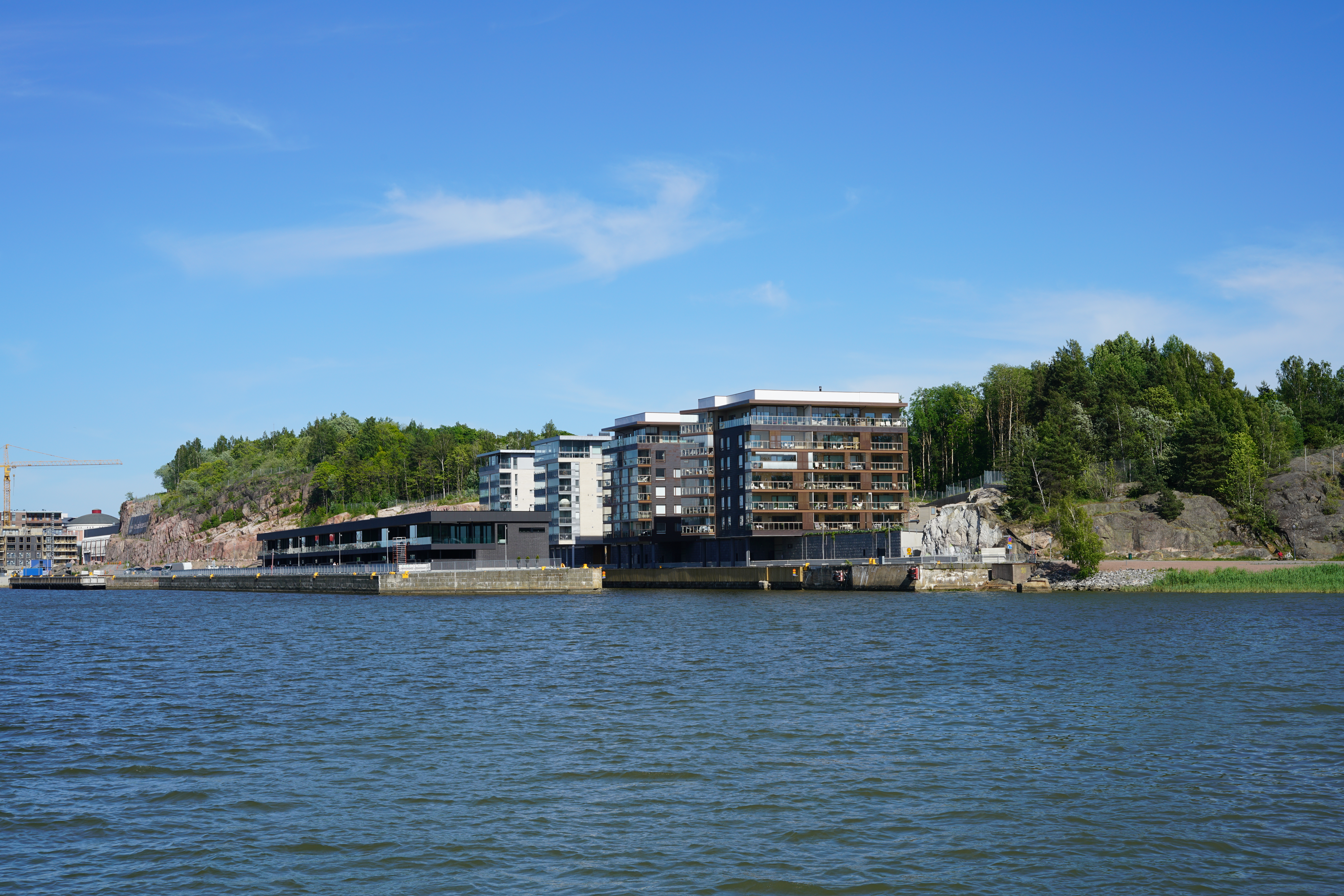
Erik av Pommerns strand.
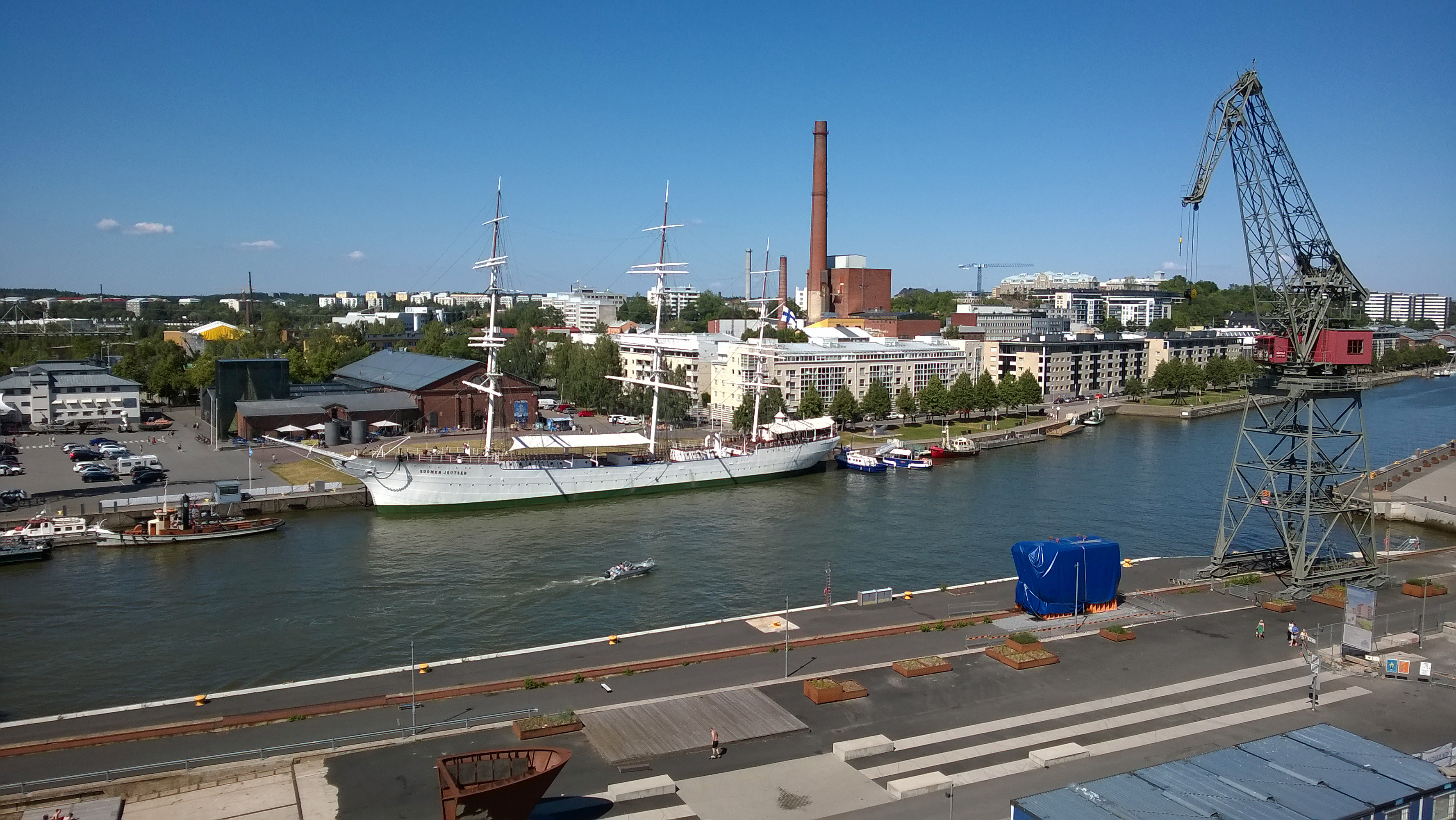
Vy från Korpolaisbacken över Aura å.
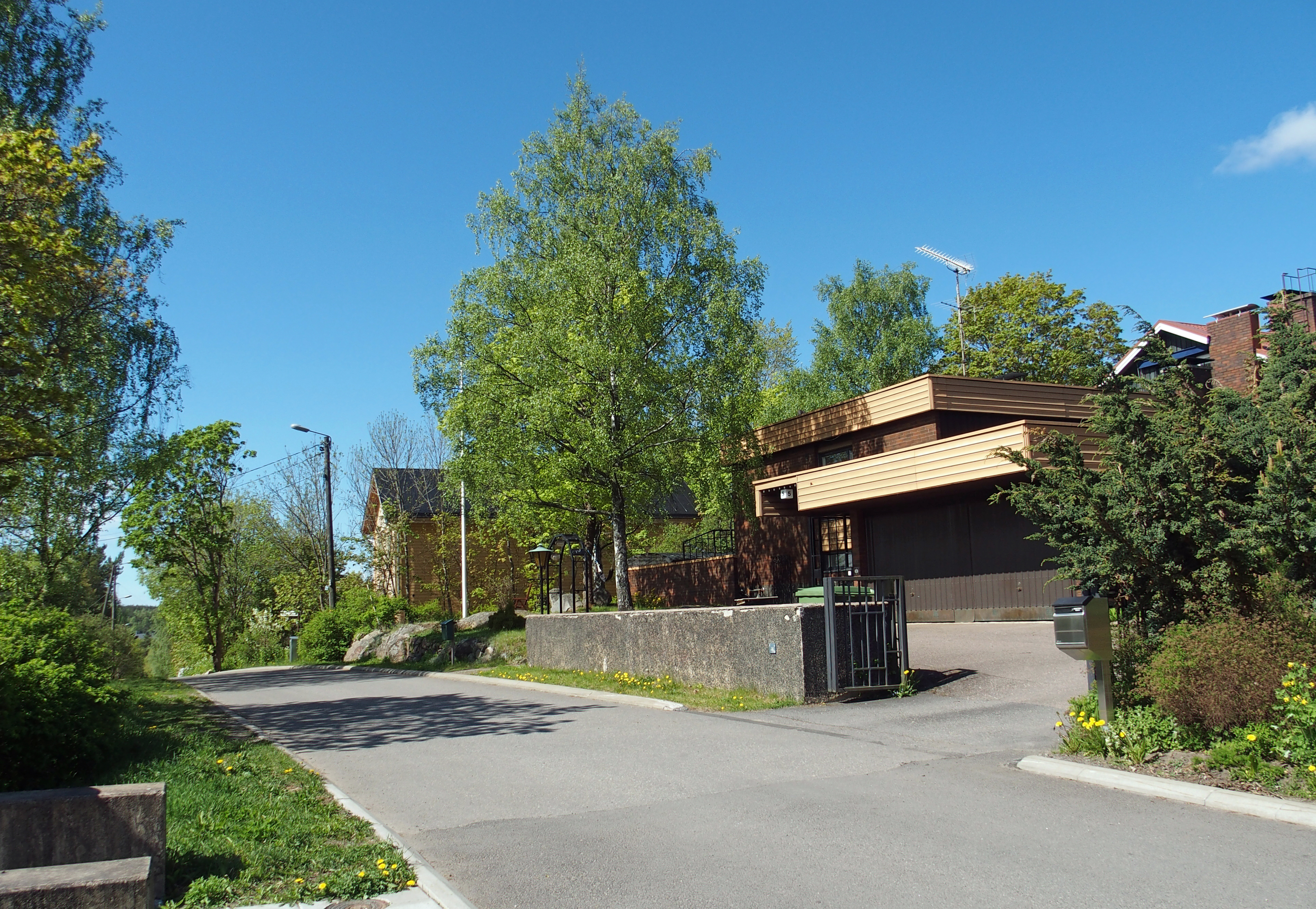
Månsdottergatan.